# Puh Gornji
Koordinati:   43°40′27″N, 15°29′58″E
Puh Gornji je majhen nenaseljen otoček v Jadranskem morju. Pripada Hrvaški.
Otoček, ki ima površino manjšo od 0,01 km², leži v Narodnem parku Kornati, okoli 2 km južno od rta Mede na otoku Kurba Vela.